# Zona Auto-Administrativa de Kokang
A Zona de Auto-Administração de Kokang (Birmanês: ကိုးကန့် ကိုယ်ပိုင်အုပ်ချုပ်ခွင့်ရ ဒေသ [kóka̰ɴ kòbàɪɴ ʔoʊʔtɕʰoʊʔ kʰwɪ̰ɴja̰ dèθa̰]), conforme estipulado pela Constituição de Mianmar de 2008, é uma zona de auto-administração no norte do estado de Shan . A zona deve ser auto-administrada pelo povo Kokang. Seu nome oficial foi anunciado por decreto em 20 de agosto de 2010. 

## Governo e política
A Zona de Auto-Administração de Kokang é administrada por um Órgão Principal, que consiste em pelo menos dez membros e inclui membros do Shan State Hluttaw (Assembléia) eleitos da Zona e membros nomeados pelas Forças Armadas da Birmânia. O Órgão Principal desempenha funções executivas e legislativas e é liderado por um Presidente. O Órgão Líder tem competência em dez áreas de política, incluindo desenvolvimento urbano e rural, construção e manutenção de estradas e saúde pública. 

## Divisões administrativas
A zona auto-administrada de Kokang consiste em dois municípios: 
- Konkyan
- Laukkaing

Ambos os municípios fazem parte administrativa do distrito de Laukkaing.